# Susanna di Baviera
Susanna di Baviera (Monaco di Baviera, 2 aprile 1502 – Neuburg, 23 aprile 1543) fu una nobile bavarese.

## Biografia
Era figlia di Alberto IV di Baviera, duca di Baviera, e Cunegonda d'Austria. Le venne messo il nome di una sorellina nata nel 1499 e morta ad un anno.
Fu data in sposa a Casimiro di Brandeburgo-Bayreuth, margrevio del Brandeburgo-Kulmbach dal 1515 al 1527. Il matrimonio venne celebrato il 25 agosto 1518.
Rimase vedova il 21 settembre 1527.
Successivamente fu data in sposa a Ottone Enrico del Palatinato. Il matrimonio venne celebrato a Neuburg nel 1529.

## Discendenza
Dal primo matrimonio con Casimiro di Brandeburgo-Bayreuth, Susanna ebbe cinque figli:
- Maria (1519-1567), sposò Federico III del Palatinato;
- Caterina (1520-1521);
- Alberto Alcibiade (1522-1557);
- Cunegonda (1524-1558), sposò Carlo II di Baden-Durlach;
- Federico (1525).

Dal secondo matrimonio con Ottone Enrico del Palatinato, invece, Susanna non ebbe figli.

## Ascendenza
|                                  |                     |                                     | Genitori                           |  |  | Nonni |  |  | Bisnonni                  |  |  | Trisnonni              |  |
|                                  |                     |                                     |                                    |  |  |       |  |  | Ernesto di Baviera-Monaco |  |  | Giovanni II di Baviera |  |
|                                  |                     |                                     |                                    |  |  |       |  |  | Ernesto di Baviera-Monaco |  |  | Giovanni II di Baviera |  |
|                                  |                     | Caterina di Gorizia                 |                                    |  |  |       |  |  | Ernesto di Baviera-Monaco |  |  |                        |  |
| Alberto III di Baviera           |                     |                                     |                                    |  |  |       |  |  | Ernesto di Baviera-Monaco |  |  |                        |  |
|                                  |                     | Elisabetta Visconti                 | Bernabò Visconti                   |  |  |       |  |  |                           |  |  |                        |  |
|                                  |                     | Elisabetta Visconti                 | Bernabò Visconti                   |  |  |       |  |  |                           |  |  |                        |  |
|                                  |                     | Elisabetta Visconti                 | Beatrice Regina della Scala        |  |  |       |  |  |                           |  |  |                        |  |
| Alberto IV di Baviera            |                     | Elisabetta Visconti                 |                                    |  |  |       |  |  |                           |  |  |                        |  |
|                                  |                     | Erich I di Braunschweig-Grubenhagen | Alberto I di Brunswick-Grubenhagen |  |  |       |  |  |                           |  |  |                        |  |
|                                  |                     | Erich I di Braunschweig-Grubenhagen | Alberto I di Brunswick-Grubenhagen |  |  |       |  |  |                           |  |  |                        |  |
|                                  |                     | Erich I di Braunschweig-Grubenhagen | Agnese I di Brunswick-Lüneburg     |  |  |       |  |  |                           |  |  |                        |  |
| Anna di Braunschweig-Grubenhagen |                     | Erich I di Braunschweig-Grubenhagen |                                    |  |  |       |  |  |                           |  |  |                        |  |
|                                  |                     | Elisabetta di Brunswick-Göttingen   | Ottone I di Brunswick-Göttingen    |  |  |       |  |  |                           |  |  |                        |  |
|                                  |                     | Elisabetta di Brunswick-Göttingen   | Ottone I di Brunswick-Göttingen    |  |  |       |  |  |                           |  |  |                        |  |
|                                  |                     | Elisabetta di Brunswick-Göttingen   | Margherita di Berg                 |  |  |       |  |  |                           |  |  |                        |  |
| Susanna di Baviera               |                     | Elisabetta di Brunswick-Göttingen   |                                    |  |  |       |  |  |                           |  |  |                        |  |
|                                  | Ernesto I d'Asburgo | Leopoldo III d'Asburgo              |                                    |  |  |       |  |  |                           |  |  |                        |  |
|                                  | Ernesto I d'Asburgo | Leopoldo III d'Asburgo              |                                    |  |  |       |  |  |                           |  |  |                        |  |
|                                  | Ernesto I d'Asburgo | Verde Visconti                      |                                    |  |  |       |  |  |                           |  |  |                        |  |
| Federico III d'Asburgo           | Ernesto I d'Asburgo |                                     |                                    |  |  |       |  |  |                           |  |  |                        |  |
|                                  |                     | Cimburga di Masovia                 | Siemowit IV di Masovia             |  |  |       |  |  |                           |  |  |                        |  |
|                                  |                     | Cimburga di Masovia                 | Siemowit IV di Masovia             |  |  |       |  |  |                           |  |  |                        |  |
|                                  |                     | Cimburga di Masovia                 | Alessandra di Lituania             |  |  |       |  |  |                           |  |  |                        |  |
| Cunegonda d'Austria              |                     | Cimburga di Masovia                 |                                    |  |  |       |  |  |                           |  |  |                        |  |
|                                  |                     | Edoardo del Portogallo              | Giovanni I del Portogallo          |  |  |       |  |  |                           |  |  |                        |  |
|                                  |                     | Edoardo del Portogallo              | Giovanni I del Portogallo          |  |  |       |  |  |                           |  |  |                        |  |
|                                  |                     | Edoardo del Portogallo              | Filippa di Lancaster               |  |  |       |  |  |                           |  |  |                        |  |
| Eleonora d'Aviz                  |                     | Edoardo del Portogallo              |                                    |  |  |       |  |  |                           |  |  |                        |  |
|                                  |                     | Eleonora di Trastámara              | Giovanni I del Portogallo          |  |  |       |  |  |                           |  |  |                        |  |
|                                  |                     | Eleonora di Trastámara              | Giovanni I del Portogallo          |  |  |       |  |  |                           |  |  |                        |  |
|                                  |                     | Eleonora di Trastámara              | Eleonora d'Alburquerque            |  |  |       |  |  |                           |  |  |                        |  |
|                                  |                     | Eleonora di Trastámara              |                                    |  |  |       |  |  |                           |  |  |                        |  |